# Kobe Bryant
Kobe Bean Bryant (Philadelphia, SAD, 23. kolovoza 1978. – Calabasas, SAD, 26. siječnja 2020.) bio je američki profesionalni košarkaš.
Igrao je na poziciji bek šutera i bio je član NBA momčadi Los Angeles Lakersa kroz svoju cijelu 20-godisnju karijeru. Charlotte Hornetsi izabrali su ga u 1. krugu (13. ukupno) NBA drafta 1996 i ušao je u NBA direktno iz srednje škole i tako postao najmlađi igrač sa 17 godina. Bryant je s tadašnjim suigračem Shaquilleom O'Nealom odveo Lakerse do tri uzastopna naslova NBA prvaka (2000., 2001. i 2002.). Nakon što je u sezoni 2003./04.  O'Neal napustio momčad, Bryant je postao superzvijezda franšize Lakersa. Dvije sezone uzastopno (2005./06. i 2006./07.) bio je najbolji strijelac NBA lige. U utakmici protiv Toronto Raptorsa, 22. siječnja 2006. Kobe je zabio 81 poen, što je drugi najviši učinak jednog igrača u povijesti NBA. Ispred njega je tek Wilt Chamberlain koji je 1962. zabio nestvarnih 100 poena u jednoj utakmici.
U sezoni 2007./08. proglašen je najkorisnijim igračem regularnog dijela sezone, a u doigravanju je Lakerse odveo do NBA finala, gdje su poraženi od Boston Celticsa. Sljedeće sezone ponovo je odveo Lakerse do finala protiv Orlando Magica i osvojio svoj četvrti NBA naslov. To je njegov prvi NBA naslov bez Shaquillea O'Neala. S američkom reprezentacijom osvojio je zlatnu medalju na Olimpijskim igrama u Pekingu 2008. godine. Od svoje druge NBA sezone, Bryant je redoviti član NBA All-Star utakmice, a u četiri navrata osvojio je nagradu za najkorisnijeg igrača All-Star utakmice (2002., 2007., 2009. i 2011.). Kroz svoju NBA karijeru dobio je nekoliko nadimaka, a današnji nadimak mu je Crna Mamba. Poginuo je 26. siječnja 2020. u nesreći prilikom pada njegovog privatnog helikoptera u mjestu Calabasas, okolici Los Angelesa. U nesreći je poginulo devet osoba, među kojima i njegova trinaestogodišnja kći Gianna.

## Životopis

### Rani život
Kobe je rođen 23. kolovoza 1978. u Philadelphiji, saveznoj državi Pennsylvania. Sa šest godina se zbog igračkih obveza svoga oca Joea "Jellybean" Bryanta seli u Italiju, u kojoj je Bryant naučio igrati nogomet i tečno govoriti talijanski. Ljubav prema nogometu zadržao je do danas, a najdraži klub mu je talijanski AC Milan. Navodno je veliki obožavatelj Barceloninog bivšeg trenera Franka Rijkaarda i bivšeg igrača Ronaldinha, s kojim dijeli jednaku strast prema spektakularnim potezima. S trinaest godina Byrant se vratio u Sjedinjene Države.
Košarku je počeo igrati u srednjoškolskoj momčadi "Lower Merion High School", koja se nalazi u Philadelphiji. Tijekom njegove druge godine, trener mu je bio njegov otac. Ondje je počeo pokazivati da je rijetko viđeni talent. Rušio je srednjoškolske rekorde, postižući više od 30 poena po utakmici. 

### NBA karijera

#### NBA draft
Bryant je izabran u 1. krugu (13. ukupno) NBA drafta 1996. od strane Charlotte Hornetsa. Tadašnji Bryantov agent Arn Tellem, izjavio je da će Bryant teško ikad zaigrati za Hornetse. Njegove igre zamijetio je tadašnji generalni direktor Lakersa Jerry West. On je ponudio Hornetsima zamjenu za prava drafta na Bryanta, u kojoj bi u suprotnom smjeru otišao centar Vlade Divac. Hornetsi su prihvatili ponudu, a tako je Bryant postao prvi bek koji je direktno iz srednje škole prešao u profesionalizam najjače košarkaške lige na svijetu.

#### Prve tri sezone (od 1996. do 1999.)
Tijekom svoje rookie sezone, Kobe je uglavnom ulazio s klupe kao zamjena za Eddie Jonesa i Nick Van Exela. U to vrijeme postao je najmlađim igračem koji je ikada zaigrao u NBA ligi. Igrao je u prosjeku 15,5 minuta i zabijao nešto više od 7,5 poena. No, ubrzo je postao poznat po zakucavanjima, pogotovo nakon što je na All-Star vikendu 1997. pobijedio u natjecanju u zakucavanju. Na kraju sezone izabran je zajedno s tadašnjim suigračem Travisom Knightom u drugu NBA All-Rookie petorku.  
U drugoj sezoni, Bryant je imao nešto veću minutažu i tada je napokon počeo prikazivati svoj košarkaški talent. Kao rezultat toga, Bryant je povećao svoje košarkaške brojke sa 7,6 na 15,6 poena. Cijele sezone u igru je ulazio ulazio s klupe kao zamjena za startnog bek šutera ili je igrao na poziciji niskog krila. Bio je u užem izboru za šestog igrača lige, a ujedno je izabran kao najmlađi igrač koji je sudjelovao na All-Staru. 
U sezoni 1998./99., postao je članom prve petorke LA Lakersa. Svih 50 utakmica u kojima je igrao započeo je u startnoj petorci. Tijekom sezone, Kobe je potpisao šestogodišnji ugovor vrijedan 70 milijuna $. U to vrijeme počele su prve usporedbe s Michaelom Jordanom, a Bryant se svojim neskrivenim oponašanjem Jordanovih gesta i mimikom, pokušavao nametnuti kao vođa momčadi. 

#### Dinastija s O'Nealom (od 1999. do 2002.)
Dolaskom Phila Jacksona za trenera Lakersa 1999. počela je dinastija Lakersa. Bryant je svojim igrama te spektakularnim potezima postao jedan od simbola NBA, a iz sezone u sezonu povećavao je svoje statističke brojke. Momčad predvođena Bryantom i Shaquilleom O'Nealom, uzela je tri naslova (2000., 2001. i 2002.) u nizu, stvorivši nepobjedivi NBA tandem brzog igrača Bryanta i teškaša O'Neala. Bryant je sezonu 1999./00. započeo izvan parketa zbog ozljede ruke koju je zaradio u presezonskom nastupu protiv Washington Wizardsa. Zbog ozljede morao je pauzirati 6 tjedana. Kada se je vratio na parkete, Bryant je povećao svoje brojke u svim statitičkim podacima. U tandemu s O'Nealom i jakom klupom, Bryant je s Lakersima ostvario omjer 67-15, što je peti najbolji omjer u povijesti NBA. To je dovelo O'Neala do proglašenja za najkorisnijeg igrača regularnog dijela sezone, a Kobe je po prvi put u karijeri izabran u All-NBA drugu petorku i All-NBA obrambenu petorku. U doigravanju je Bryant bio druga "violina" O'Nealu, ali je imao nekoliko izvanrednih nastupa, kada je u sedmoj utakmici finala Zapadne konferencije protiv Portland Trail Blazers ubacio 25 poena, uz 11 skokova, 7 asistencija i 4 blokade. U NBA finalu 2000. protiv Indiana Pacersa, Bryant je drugoj četvrtini druge utakmice ozljedio gležanj i zbog toga je propustio treću utakmicu finala. U četvrtoj utakmici, O'Neal je u produžetku zbog osobnih greški isključen iz igre, pa je Bryant uzeo stvari u svoje ruke i s 8 poena odveo svoju momčad do pobjede 120:118. U šestoj utakmici, Lakersi su uzeli prvi naslov prvaka nakon 1988.
Statistički, sezona 2000./01. bila je za Bryanta slična, samo što je Bryant sada po susretu postizao 6 poena više (28,5) u odnosu na prošlu sezonu. Također je to godina kada su počele nesuglasice između Bryanta i O'Neala. Još je jednom predvodio momčad kao najbolji asistent (5). Međutim, Lakersi su u regularnom dijelu pobijedili u samo 56 utakmica, što je 11 utakmica manje u odnosu na prošlu sezonu. Lakersi su u doigravanju odgovorili s omjerom 15-1. Bez većih problema padali su Portland Trail Blazersi, Sacramento Kingsi, i San Antonio Spursi, prije nego što su u produžetku izgubili prvu utakmicu od Philadelphia 76ersa. U sljedeće četiri utakmice Lakersi su slavili i uzeli svoj drugi naslov prvaka nakon mnogo godina. Tijekom doigravanja, Bryant je dobio veliku minutažu koja je rezultirala statistikom od 29,4 poena, 7,3 skokova i 6,1 asistencije. U doigravanju je O'Neal izjavio da je Bryant najbolji igrač lige. Byrant je sezonu završio u All-NBA drugoj petorci i All-NBA obrambenoj petorci. Osim toga, također je izabran po treći puta uzastopno na NBA All-Star utakmicu.
Bryant je sezoni 2001./02. po prvi puta u karijeri odigrao 80 utakmica. Prosječno je postizao 25,2 poena, 5,5 skokova i 5,5 asistencija po utakmici. Imao je rekordnih 46,9% iz igre i još je jednom predvodio momčad po broju asistencija. Iako je ponovo izabran u NBA All-Star momčad i All-NBA Obrambenu petorku, uz to je po prvi puta u karijeri izborio All-NBA prvu petorku. Lakersi su u regularnom dijelu ostvarili 58 pobjeda i osvojili 2. mjesto u diviziji Pacifik iza Sacramento Kingsa. Put do finala se na kraju pokazao mnogo težim nego prošlih sezona. Iako su Lakersi prošli Trail Blazerse i porazili Spurse 4:1, Lakersi nisu imali prednost domaćeg terena protiv Sacramento Kingsa. Serija se je otegnula do sedme utakmice, međutim Lakersi su uspjeli pobijediti svoje divizijske rivale i izboriti svoje treće uzastopno NBA finale. U finalu je Bryant bio na prosjeku od 26,8 poena (51,4% iz igre), 5,8 skokova i 5,3 asistencije po utakmici. S 23 godine, Bryant je postao najmlađim igračem koji je osvojio tri NBA naslova.

#### Godine bez naslova (od 2003. do 2004.)
U sezoni 2002./03. Bryant je prosječno postizao 30 poena po utakmici, postižući 40 ili više poena kroz devet, a kroz mjesec veljaču postizao je prosječno 40,6 poena po utakmici. Osim toga, sezonu je završio sa svojih tadašnjih rekordnih 6,9 skokova, 5,9 asistencija i 2,2 ukradene lopte. Ponovo je izabran u All-NBA i All-obrambenu prvu petorku, a bio je i treći u izboru za najkorisnijeg igrača sezone. Lakersi su regularni dio sezone završili omjerom 50:32, a u doigravanju su stigli do polufinala Zapadne konferencije, gdje su u šest utakmica poraženi od kasnijih prvaka San Antonio Spursa. 
Sljedeće sezone, Lakersi su potpisali dvojicu NBA All-Stara Karla Malonea i Gary Paytona. Prije početka sezone, Bryant je uhićen zbog sumnje za silovanje djevojke iz Colorada. Zbog pojavljivanja na sudu, propustio je neke utakmice regularnog dijela sezone. Međutim, Lakersi su u početnoj petorci s budućim članovima Kuće slavnih O'Nealom, Maloneom, Paytonom i Bryantom, stigli do finala NBA lige. U finalu su u pet utakmica poraženi od Detroit Pistonsa. U seriji s Pisonsima, Kobe je prosječno postizao 22,6 poena i 4,4 asistencije, dok je iz igre "gađao" 35,1%. Phil Jackson je na kraju sezone napustio franšizu (istekao mu ugovor), a momčad je preuzeo Rudy Tomjanovich. Shaquille O'Neal je zamijenjen u Miami Heat za Lamara Odoma, Carona Butlera i Briana Granta, te prvi izbor na draftu. Sljedećeg dana, Bryant je odbio potpisati za Los Angeles Clipperse i potpisao je novi sedmogodišnji ugovor s Lakersima.

#### Nakon odlaska Shaquillea O'Neala (od 2004. do 2007.)
Bryant je tijekom sezone 2004./05. bio teško kritiziran, koja je teško naštetila njegovoj reputaciji od svega dobroga što je napravio posljednjih godina. Posebno mu je naštetila Jacksonova knjiga "Zadnja sezona: Momčad u potrazi za svojom dušom", koja opisuje zbivanja Lakersa tijekom turbulentne sezone 2003./04. U knjizi je Jackson napisao kako se Bryanta ne može trenirati. Tijekom sezone, Rudy Tomjanovich iznenada je podnio ostavku na mjestu trenera Lakersa, navodeći kao glavne razloge zdravstvene probleme i iscrpljenost. Zbog toga je, ostali dio sezone, klub preuzeo pomoćni trener Frank Hamblen. 
Sezona 2005./06. bila je jedna od važnijih u Bryantovoj karijeri. Phil Jackson se natrag vratio na klupu Lakersa i razriješio sve nesporazume s njime. Bryant je odigrao odličnu sezonu, bio prvi strijelac lige s 34,5 poena u prosjeku, a Lakersi su se natrag vratili u doigravanje. Momčad je zabilježila omjer 45:37, što je jedanaest pobjeda više u odnosu na prethodnu sezonu. U prvom krugu doigravanja, Lakersi su imali vodstvo od 3-1 protiv Phoenix Sunsa. U šestoj utakmici imali su 6 sekundi prije kraja eliminirati Sunse iz doigravanja, međutim Sunsi su u produžetku ipak pobijedili Lakerse 126:118. Unatoč tome što je Bryant u doigravanju prosječno postizao 27,8 poena, Lakersi su na kraju u sedmoj poklenuli od Sunsa i ispali iz doigravanja. Nakon završetka sezone 2005./06., Bryanta je operacija koljena spriječila sudjelovanja na Svjetskom prvenstvu u Japanu 2006. godine.
Bryant je 20. prosinca 2005. u samo tri četvrtine postigao 62 poena Dallas Mavericksima, a na početku posljednje četvrtine Bryant je na svome "kontu" imao više poena nego cijela momčad Dallasa. 16. siječnja 2006., odigrala se utakmica između O'Nealovog Heata i Bryantovih Lakersa. Kao znak pomirbe, prije početka utakmice Shaq i Kobe su se rukovali i zagrlili prilikom sastanka kapetana momčadi sa sucima na sredini terena, a nakon toga su se prije početka susreta još jednom zagrlili. U utakmici protiv Toronto Raptorsa, 22. siječnja 2006. Kobe je zabio 81 poen, što je drugi najviši učinak jednog igrača u povijesti NBA. Ispred njega je tek Wilt Chamberlain koji je 1962. zabio nestvarnih 100 poena u jednoj utakmici.
Istog mjeseca, Kobe je na gostovanju kod New Orleans Hornetsa četiri uzastopne utakmice ubacio 45 ili više poena i postao drugim igračem u povijesti NBA kojem je to pošlo za rukom. Prvi je legendarni Wilt Chamberlain. Memphisu je ubacio 45, Philadelphiji 48, LA Clippersima 50, a Indiani 45 koševa. Samo u posljednjoj četvrtini Pacersima je utrpao 17 poena. Krajem sezone, Bryant je postavio nove rekorde u jednoj sezoni Lakersa za utakmice 40 ili više poena (27) i najviše postignutih poena (2.832). Po prvi puta u karijeri je osvoji nagradu za najboljeg strijelca sezone, prosječno postižući 35,4 poena. Završio na četvrtom mjestu u izboru za najkorisnijeg igrača sezone.
Kasnije u sezoni, Kobe je objavio da će sljedeće sezone svoj prepoznatljiv dres s brojem 8 promijeniti u 24. Tijekom sezone 2006./07., Bryant je izabran na svoju devetu All-Star utakmicu. Postigao je 31 poen, 6 asistencija, i 6 ukradenih lopti i osvojio drugu nagradu za najkorisnijeg igrača All-Star utakmice. 
Tijekom sezone, Bryant je bio uključen u nekoliko manjih incidenata. Prilikom postizanja pobjedničkog skok-šuta protiv San Antonia, Kobe je laktom udario u lice bek šutera Spursa Manu Ginóbilija. Tijekom pregleda snimke, Kobe je naknadno suspendiran na jednu utakmicu i morao je propustiti dvoboj Lakersa protiv New York Knicksa u Madison Square Gardenu. Kao razlog suspenzije naveden je neprirodan položaj ruke tijekom postizanja šuta. 6. ožujka 2007. protiv Minnesote Timberwolvesa ponovio je isti potez kao protiv Spursa, a žrtva je ovaj puta bio bek Marko Jarić. Time je zaradio svoju drugu utakmicu suspenzije. 9. ožujka 2007., Bryant se vratio na parkete i u susretu protiv Philadelphia 76ers udario je u lice Kyle Korvera. Ovaj put nije dobio suspenziju, ali je njegov potez okaratkteriziran za tehničku pogrešku. 
Dana 16. ožujka 2007. Kobe je ubacio svojih sezonskih najvećih 65 poena u pobjedi protiv Portland Trail Blazersa, čime je uspio prekinuti niz Lakersa od sedam uzastopnih poraza. Nakon toga, Bryant je još u tri utakmice zaredom ubacio više od 50 poena, a žrtve su bile Minnesota Timberwolvesi, Memphis Grizzliesi i New Orleans Hornetsi. Time je postao tek drugim igračem u povijesti koji je zabio 50 poena u četiri utakmice u nizu; prije je to samo uspjelo velikom Wiltu Chamberlainu koji je u sedam utakmica u nizu zabijao preko 50. Na kraju godine osvojio je svoju drugu nagradu za najboljeg strijelca sezone. 
Tijekom sezone 2006./07., dresovi s njegovim imenom postali su najprodavaniji u Sjedinjenim Državama i Kini. Novinari su to pripisali njegovom novom broju na dresu i ponovnom biranju na All-Star utakmicu. U doigravanju su Lakersi poraženi u prvom krugu od Phoenix Sunsa.

#### Najkorisniji igrač sezone 2007./08.
Dana 27. svibnja 2007. ESPN je tada javio da je Bryant uvjetovao svoj odlazak, ako se u momčad ne vrati Jerry West. Bryant je kasnije izrazio želju za povratkom Westa, ali negirao je navode "da želi biti zamijenjen" u slučaju ako se to ne dogodi. Međutim, tri dana kasnije, Bryant je u radijskom programu Stephen A. Smitha izrazio gnjev na upravu Lakersa, koja je tvrdila da je on odgovoran za odlazak Shaquille O'Neala iz momčadi. Tri sata nakon te izjave, Bryant je nakon razgovora s trenerom Phil Jacksonom, u drugom interyuu izjavio da je promijenio svoju odluku i želi da bude mijenjan. Uprava Lakersa nije se htjela odreći igrača koji dovodi publiku u Staples Center, pa je Kobe na kraju ipak ostao u Los Angelesu. 
Menadžment kluba omogućio mu je momčad spremnu za naslov, dovevši iz Grizzliesa španjolskog centra Pau Gasola. 23. prosinca 2007., Bryant je u utakmici protiv New York Knicksa s 29 godina i 122 dana postao najmlađim igračem koji je postigao više od 20.000 poena. Unatoč napuknutom ligamentu u malom prstu, ozljedi koja mu se dogodila u veljači, on je igrao u svakoj od 82 utakmice regularnog dijela. Imao je prosjek od oko 28 poena, 5 asistencija i 6 skokova po susretu, a predvodio je Lakerse do omjera 57:25 u regularnom dijelu sezone i prvog mjesta na Zapadu. U svojoj 12. NBA sezoni Bryant je prvi put osvojio naslov najkorisnijeg igrača lige. Kada je saznao da će dobiti nagradu, kazao je kako to nije nagrada samo za jednu osobu. 

Jerry West, koji je odgovoran za dolazak Bryanta u Lakerse, na konferenciji za novinare izjavio je: 
 Osim nagrade za najkorisnijeg igrača, po treći puta uzastopno (šesti puta u karijeri) izabran je u All-NBA momčad.
Lakersi su na kraju regularnog dijela sezoni imali omjer 57:25, što je bilo dovoljno za prvo mjesto na Zapadu. U doigravanju su u prvom krugu igrali s Denver Nuggetsima. U prvoj utakmici, Bryant je u posljednjih osam minuta postigao 18 od ukupnih 32 poena. U prvoj utakmici drugog kruga doigravanja protiv Utah Jazza, Bryant je u pobjedi postigao 38 poena. Lakersi su slavili u sljedećoj utakmici, međutim poraženi su u trećoj i četvrtoj, iako je Bryant tijekom serije s Nuggetsima u prosjeku postizao 33,5 poena po utakmici. lakersi su slavili u sljdeće dvije utakmice i plasirali se u finale Zapadne konferencije. Finale Zapadne konferecije igrali su Lakersi i San Antonio Spursi. Spursi su poraženi u pet utakmica, a Lakersi se plasirali u finale protiv starih rivala Boston Celticsa. To je bilo peto finale Bryanta u svojoj karijeri i prvo bez Shaquille O'Neala. Lakersi su u šest utakmica poraženi od Celticsa, predvođeni "Velikim trojcem" Kevinom Garnettom, Ray Allenom i Paulom Pierecem.

#### Povratak Lakersa na vrh i nagrada za najkorisnijeg igrača finala
Lakersi su odlično započeli sezonu 2008./09., pobijedivši su svih sedam utakmica regularnog dijela sezone. Kobe je predvodio Lakerse do najboljeg starta u povijesti kluba 17:2, a do sredine prosinca imali su omjer 21:3. Lakersi su na božićnu večer u svom Staples Centeru pobijedili Boston Celticse 92:83 i zaustavili niz Celticsa od 19 uzastopnih pobjeda. Bryant ubacio je 27 koševa uz 9 skokova. U siječnju 2009. dobili su i kasnije prvake Istočne konferencije Cleveland Cavalierse 105:88, a Bryant je utakmicu okončao s 20 poena (šut 9:22), 12 asistencija i 6 skokova. Na kraju regularnog dijela sezone, Lakersi su osvojili 1. mjesto u Zapadnoj koferenciji.  
Bryant je u sezoni po jedanaesti puta uzastopno izabran na NBA All-Star utakmicu i još jednom sebe promakao u glavnog osvajača nagrade za najkorisnijeg igrača regularnog dijela sezone. Bryant je proglašen najboljim igračem mjeseca prosinca i veljače. U siječnju je zabilježio dva triple-double učinka, a to su mu bila prva takva postignuća od 2005. godine. Na NBA All-Star utakmici 2009., Bryant je postigao 27 poena, četiri skoka, 4 asistencije i 4 osvojene lopte i zajedno s bivšim suigračem O'Nealom (17 poena, 5 skokova) podijelio nagradu za najkorisnijeg igrača.
Bryant je u gostujućoj pobjedi LA Lakersa nad New York Knicksima 126:117 ubacio 61 poen, čime je oborio rekord Madison Square Gardena po broju poena. Time je oborio rekord Michaela Jordana koji je 1995. godine zabio 55 koševa u postojećoj zgradi MSG-a, poznatoj pod nazivom "Garden IV". U veljači 2009., Bryant je ušao među najbolji 20 strijelaca NBA lige svih vremena, kada je preskočio najprije Elgina Baylora, a kasnije i Adriana Dantleya, Roberta Parisha i Charlesa Barkleya.
Lakersi su sezonu završili s omjerom 65:17, što je drugi najbolji omjer u povijesti NBA. Bryant je završio kao drugoplasirani u izboru za najkorisnijeg igrača lige, odmah iza LeBrona Jamesa. Na kraju je po sedmi puta u karijeri izabran u All-Obrambenu prvu petorku. U doigravanju se Lakersi u pet utakmica pobijedili Utah Jazz. U drugom krugu Lakersi su u sedam utakmica pobijedili Houston Rocketse i plasirali se u finale Zapadne konferencije protiv iznenađenja sezone i doigravanja Denver Nuggetsa. Lakersi su u šest utakmica pobijedili Nuggetse i plasirali se u drugo uzastopno finale NBA lige. Lakersi su čekali pobjednika serije finala Istočne konferencije između Cleveland Cavaliersa i Orlanda Magica. Magicsi su isto tako u šest utakmica pobijedili Cavse i plasirali se u svoje drugo NBA finale nakon 1995. godine. Bryant je u finalnoj seriji u pet utakmica predvodio Lakerse do petnaestog NBA naslova u povijesti franšize i njegovog prvog NBA naslova nakon 2002. i Shaquillea O'Neala. U posljednjoj petoj utakmici postigao je 30 poena, 6 skokova, 5 asistencija i 4 blokade. Dobio je nagradu za najkorisnijeg igrača NBA finala. Tijekom finalne u prosjeku je postizao 32,4 poena, 5,6 skokova i 7,4 asistencije, a time je postao prvim igračem nakon Michaela Jordana koji je postizao najmanje 30 poena, 5 skokova i 5 asistencija.

## Američka reprezentacija
Bryant je svoju reprezentativnu karijeru započeo 2006. godine. Bio je član američke reprezentacije koja je osvojila zlatnu medalju na prvenstvu FIBA Americas 2007. godine i time osigurala nastup na Olimpijskim igrama u Pekingu 2008. godine. Na prvenstvu FIBA Americas, Bryant je odigrao svih 10 utakmica za reprezentaciju. Osam od deset utakmica završio je s dvoznamenkastim učinkom. 
Dana 23. lipnja 2008. izabran je na popis igrača američke reprezentacije koja će sudjelovati na Olimpijskim igrama u Pekingu 2008. Ovu momčad zbog velikih NBA zvijezda poput Howarda, Wadea, Anthonyja, Paula, nazvana je je "Redeem Team" (hrv. "Iskupljenička momčad"). Američka reprezentacije je na Olimpijskim igrama osvojila zlatnu medalju, pobijedivši u neizvjesnom finalnom dvoboju Španjolsku 118:107. Kobe je u finalu postigao 20 poena i šest asistencija. Tijekom cijelog natjecanja u prosjeku je postizao 15 poena, 2,8 skokova i 2,1 asistenciju po utakmici.

## Privatni život
Bryant je u studenome 1999. na snimanju spota za pjesmu "G'd Up" Tha Eastsidaz i Snoop Dogga, upoznao 17-godišnju Vanessu Laine. U spotu ona je odjevena u srebrni bikini i sjedi u kabrioletu. Samo šest mjeseci kasnije, u svibnju 2000. zaručili su se, a oženili 2001., prije nego što je ona završila srednju školu "Marina High School". 
Vjenčanje se održalo 18. travnja 2001. u mjestašcu Dana Point. No, njegovi roditelji nisu bili na vjenčanju, navodno, jer su smatrali da su oboje premladi za brak, ali i zato što ona nije Afroamerikanka, već meksičko-irskog podrijetla. To je rezultiralo neslaganjem s njegovim roditeljima, s kojima gotovo dvije godine nije pričao. 
Dana 19. siječnja 2003. rodila mu se kćerka Natalia Diamante Bryant. Njezino rođenje bilo je glavni razlog pomirbe Bryanta s roditeljima. Njegova žena je u proljeće 2005.  doživjela pobačaj zbog ektopične trudnoće. 1. svibnja 2006. dobio je drugu kćerku Giannu Mariu-Onore Bryant. 

#### Optužba za silovanje
U srpnju 2003. šerif okruga Eagle uhitio je Bryanta zbog sumnje za silovanje 19-godišnjakinje zaposlenice hotela Katelyn Faber. Kobe se je nalazio u hotelu "The Lodge and Spa at Cordillera", gdje se je oporavljao od ozljede koljena. Katelyn Faber optužila je Bryanta da ju je silovao u hotelskoj sobi noć prije njegove operacije. Bryant je priznao da je imao spolni odnos sa ženom koja ga je tužila, no odbacio je optužbu za silovanje, ustvrdivši kako je mislio da su oboje pristali na odnos.
Optužbe su u javnosti narušile njegovu reptuaciju "dobrog dečka", a njegovi ugovori s Nutellom i McDonald'som su prekinuti. Prodaja dresova s njegovim imenom značajno je pala u odnosu na godine prije. 
Međutim, u rujnu 2004. optužnica za silovanje je odbačena zbog toga što je Katelyn Faber odbila svjedočiti na sudu. Razlog tome je navela da nije u stanju proći težak i bolan proces suđenja. Tako je sud odbacio optužbe, na oduševljenje svih navijača LA Lakersa koji su često na tribinama sjedili s transparentima sadržaja "Kobe nije kriv" i slično.

## Smrt
Kobe Bryant je poginuo u helikopterskoj nesreći kod gradića Calabasas (Kalifornija), dana 26. siječnja 2020. godine. Zajedno s njim su poginuli njegova kćerka Gianna, pilot helikoptera i još šest putnika. Helikopter se, zbog magle i loše vidljivosti, prednjim dijelom zabio u brdo.

## NBA statistika

#### Regularni dio
| Godina    | Klub        | Odig. uta. | Uta. poč. | Min. | 2P%  | 3P%  | Sl. bac.% | Skok. | Asist. | Ukr. lop. | Blok. | Poena |
| --------- | ----------- | ---------- | --------- | ---- | ---- | ---- | --------- | ----- | ------ | --------- | ----- | ----- |
| 1996./97. | L.A. Lakers | 71         | 6         | 15,5 | .417 | .375 | .819      | 1.9   | 1.3    | .7        | .3    | 7,6   |
| 1997./98. | L.A. Lakers | 79         | 1         | 26,0 | .428 | .341 | .794      | 3.1   | 2.5    | .9        | .5    | 15,4  |
| 1998./99. | L.A. Lakers | 50         | 50        | 37,9 | .465 | .267 | .839      | 5.3   | 3.8    | 1.4       | 1.0   | 19,9  |
| 1999./00. | L.A. Lakers | 66         | 62        | 38,2 | .468 | .319 | .821      | 6.3   | 4.9    | 1.6       | .9    | 22,5  |
| 2000./01. | L.A. Lakers | 68         | 68        | 40,9 | .464 | .305 | .853      | 5.9   | 5.0    | 1.7       | .6    | 28,5  |
| 2001./02. | L.A. Lakers | 80         | 80        | 38,3 | .469 | .250 | .829      | 5.5   | 5.5    | 1.5       | .4    | 25,2  |
| 2002./03. | L.A. Lakers | 82         | 82        | 41,5 | .451 | .383 | .843      | 6.9   | 5.9    | 2.2       | .8    | 30,0  |
| 2003./04. | L.A. Lakers | 65         | 64        | 37,6 | .438 | .327 | .852      | 5.5   | 5.1    | 1.7       | .4    | 24,0  |
| 2004./05. | L.A. Lakers | 66         | 66        | 40,7 | .433 | .339 | .816      | 5.9   | 6.0    | 1.3       | .8    | 27,6  |
| 2005./06. | L.A. Lakers | 80         | 80        | 41,0 | .450 | .347 | .850      | 5.3   | 4.5    | 1.8       | .4    | 35,4  |
| 2006./07. | L.A. Lakers | 77         | 77        | 40,8 | .463 | .344 | .868      | 5.7   | 5.4    | 1.4       | .5    | 31,6  |
| 2007./08. | L.A. Lakers | 82         | 82        | 38,9 | .459 | .361 | .840      | 6.3   | 5.4    | 1.8       | .5    | 28,3  |
| 2008./09. | L.A. Lakers | 82         | 82        | 36,1 | .467 | .351 | .856      | 5.2   | 4.9    | 1.5       | .4    | 26,8  |
| 2009./10. | L.A. Lakers | 73         | 73        | 38,8 | .456 | .329 | .811      | 5.4   | 5.0    | 1.6       | .3    | 27,0  |
| 2010./11. | L.A. Lakers | 82         | 82        | 33,9 | .451 | .323 | .828      | 5.1   | 4.7    | 1.2       | .1    | 25,3  |
| Ukupno    |             | 1103       | 955       | 36,4 | .454 | .339 | .837      | 5.3   | 4.7    | 1.5       | .6    | 25,3  |
| All-Star  |             | 12         | 12        | 27,3 | .507 | .345 | .808      | 5.3   | 4.5    | 2.8       | .3    | 20,3  |

#### Doigravanje
| Godina    | Klub        | Odig. uta. | Uta. poč. | Min. | 2P%  | 3P%  | Sl. bac.% | Skok. | Asist. | Ukr. lop. | Blok. | Poena |
| --------- | ----------- | ---------- | --------- | ---- | ---- | ---- | --------- | ----- | ------ | --------- | ----- | ----- |
| 1996./97. | L.A. Lakers | 9          | 0         | 14,8 | .382 | .261 | .867      | 1.2   | 1.2    | .3        | .2    | 8,2   |
| 1997./98. | L.A. Lakers | 11         | 0         | 20,0 | .408 | .214 | .689      | 1.9   | 1.5    | .3        | .7    | 8,7   |
| 1998./99. | L.A. Lakers | 8          | 8         | 39,4 | .430 | .348 | .800      | 6.9   | 4.6    | 1.9       | 1.2   | 19,8  |
| 1999./00. | L.A. Lakers | 22         | 22        | 39,0 | .442 | .344 | .754      | 4.5   | 4.4    | 1.5       | 1.5   | 21,1  |
| 2000./01. | L.A. Lakers | 16         | 16        | 43,4 | .469 | .324 | .821      | 7.3   | 6.1    | 1.6       | .8    | 29,4  |
| 2001./02. | L.A. Lakers | 19         | 19        | 43,8 | .434 | .379 | .759      | 5.8   | 4.6    | 1.4       | .9    | 26,6  |
| 2002./03. | L.A. Lakers | 12         | 12        | 44,3 | .432 | .403 | .827      | 5.1   | 5.2    | 1.2       | .1    | 32,1  |
| 2003./04. | L.A. Lakers | 22         | 22        | 44,2 | .413 | .247 | .813      | 4.7   | 5.5    | 1.9       | .3    | 24,5  |
| 2005./06. | L.A. Lakers | 7          | 7         | 44,9 | .497 | .400 | .771      | 6.3   | 5.1    | 1.1       | .4    | 27,9  |
| 2006./07. | L.A. Lakers | 5          | 5         | 43,0 | .462 | .357 | .919      | 5.2   | 4.4    | 1.0       | .4    | 32,8  |
| 2007./08. | L.A. Lakers | 21         | 21        | 41,1 | .479 | .302 | .809      | 5.7   | 5.6    | 1.7       | .4    | 30,1  |
| 2008./09. | L.A. Lakers | 23         | 23        | 40,8 | .457 | .349 | .883      | 5.3   | 5.5    | 1.7       | .9    | 30,2  |
| 2009./10. | L.A. Lakers | 23         | 23        | 40,1 | .458 | .374 | .842      | 6.0   | 5.5    | 1.4       | .7    | 29,2  |
| 2010./11. | L.A. Lakers | 10         | 10        | 35,4 | .446 | .293 | .820      | 3.4   | 3.3    | 1.6       | .3    | 22,8  |
| Ukupno    |             | 208        | 188       | 39,3 | .448 | .335 | .815      | 5.1   | 4.8    | 1.4       | .7    | 25,4  |

## Vanjske poveznice
- Službena stranica  Arhivirana inačica izvorne stranice od 21. prosinca 2018. (Wayback Machine)
- Kobe Bryant na NBA.com
- Kobe Bryant na ESPN.com
- Kobe Bryant u internetskoj bazi filmova IMDb-u (engl.)